# رونوك رابيدز
رونوك رابيدز (كارولاينا الشمالية) (بالإنجليزية: Roanoke Rapids, North Carolina)‏ هي مدينة تقع في الولايات المتحدة في مقاطعة هاليفاكس، كارولاينا الشمالية.  يقدر عدد سكانها بـ 15,754 نسمة ومساحتها 20.4 كم2  وترتفع عن سطح البحر 47 متر.

## التركيبة السكانية
حدّد مكتب تعداد الولايات المتحدة بيانات التركيبة السكانية لرونوك رابيدز في تعداد الولايات المتحدة. في ما يلي، التركيبة السكانية حسب تعدادي 2000 و2010.

### تعداد عام 2000
بلغ عدد سكان رونوك رابيدز 16,957 نسمة بحسب تعداد عام 2000، وبلغ عدد الأسر 6,909 أسرة وعدد العائلات 4,592 عائلة مقيمة في المدينة. في حين سجلت الكثافة السكانية 658 نسمة لكل كيلومتر مربع (1,704.2/ميل2). وبلغ عدد الوحدات السكنية 7,595 وحدة بمتوسط كثافة قدره 294.7 لكل كيلومتر مربع (763.3/ميل2).
وتوزع التركيب العرقي للمدينة بنسبة 72.03% من البيض و24.87% من الأمريكيين الأفارقة و0.58% من الأمريكيين الأصليين و1.42% من الأمريكيين ذوي الأصول الآسيوية و0.03% من سكان جزر المحيط الهادئ و0.50% من الأعراق الأخرى و0.58% من عرقين مختلطين أو أكثر و1.06% من الهسبانيون أو اللاتينيون من أي عرق.
بلغ عدد الأسر 6,909 أسرة كانت نسبة 36.3% منها لديها أطفال تحت سن الثامنة عشر تعيش معهم، وبلغت نسبة الأزواج القاطنين مع بعضهم البعض 46% من أصل المجموع الكلي للأسر، ونسبة 16.9% من الأسر كان لديها معيلات من الإناث دون وجود شريك،  بينما كانت نسبة 3.5% من الأسر لديها معيلون من الذكور دون وجود شريكة وكانت نسبة 33.5% من غير العائلات. تألفت نسبة 29.8% من أصل جميع الأسر من عدة أفراد يعيشون في نفس المنزل ونسبة 13.4% كانت تتألف من شخص يعيش بمفرده يبلغ من العمر 65 عاماً أو أكثر. وبلغ متوسط حجم الأسرة المعيشية 2.42، أما متوسط حجم العائلات فبلغ 3.00.
بلغ العمر الوسطي للسكان 36.8 عاماً. وكانت نسبة 26.7% من القاطنين تحت سن الثامنة عشر، وكانت نسبة 7.6% بين الثامنة عشر والرابعة والعشرين عاماً، ونسبة 27.9% كانت واقعةً في الفئة العمرية ما بين الخامسة والعشرين والرابعة والأربعين عاماً، ونسبة 21.7% كانت ما بين الخامسة والأربعين والرابعة والستين، ونسبة 14.7% كانت ضمن فئة الخامسة والستين عاماً فما فوق. يوجد لكل 100 أنثى 84.5 ذكر، ويوجد لكل 100 أنثى في الثامنة عشر من عمرها فما فوق 78.3 ذكر.
بلغ متوسط دخل الأسرة في المدينة 28,745 دولارًا، أما متوسط دخل العائلة فبلغ 40,337 دولارًا. وكان متوسط دخل الذكور 31,756 دولارًا مقابل 21,305 دولارًا للإناث. وسجل دخل الفرد الخاص بالمدينة 15,972 دولارًا. وكانت نسبة 15.1% من العائلات ونسبة 18.8% من السكان تحت خط الفقر، وكان من هؤلاء نسبة 25.4% تحت سن الثامنة عشر ونسبة 16.6% في الخامسة والستين من العمر وما فوق.

### تعداد عام 2010
بلغ عدد سكان رونوك رابيدز 15,754 نسمة بحسب تعداد عام 2010، وبلغ عدد الأسر 6,437 أسرة وعدد العائلات 4,180 عائلة مقيمة في المدينة. في حين سجلت الكثافة السكانية 611.3 نسمة لكل كيلومتر مربع (1,583.3/ميل2). وبلغ عدد الوحدات السكنية 7,085 وحدة بمتوسط كثافة قدره 274.9 لكل كيلومتر مربع (712.0/ميل2).
وتوزع التركيب العرقي للمدينة بنسبة 63.58% من البيض و31.18% من الأمريكيين الأفارقة و0.58% من الأمريكيين الأصليين و1.69% من الأمريكيين ذوي الأصول الآسيوية و0.03% من سكان جزر المحيط الهادئ و1.65% من الأعراق الأخرى و1.29% من عرقين مختلطين أو أكثر و3.19% من الهسبانيون أو اللاتينيون من أي عرق.
بلغ عدد الأسر 6,437 أسرة كانت نسبة 35.7% منها لديها أطفال تحت سن الثامنة عشر تعيش معهم، وبلغت نسبة الأزواج القاطنين مع بعضهم البعض 39.9% من أصل المجموع الكلي للأسر، ونسبة 19.7% من الأسر كان لديها معيلات من الإناث دون وجود شريك،  بينما كانت نسبة 5.3% من الأسر لديها معيلون من الذكور دون وجود شريكة وكانت نسبة 35.1% من غير العائلات. تألفت نسبة 30.7% من أصل جميع الأسر من عدة أفراد يعيشون في نفس المنزل ونسبة 12.9% كانت تتألف من شخص يعيش بمفرده يبلغ من العمر 65 عاماً أو أكثر. وبلغ متوسط حجم الأسرة المعيشية 2.42، أما متوسط حجم العائلات فبلغ 3.01.
بلغ العمر الوسطي للسكان 37.9 عاماً. وكانت نسبة 26.3% من القاطنين تحت سن الثامنة عشر، وكانت نسبة 8.6% بين الثامنة عشر والرابعة والعشرين عاماً، ونسبة 24.1% كانت واقعةً في الفئة العمرية ما بين الخامسة والعشرين والرابعة والأربعين عاماً، ونسبة 26.1% كانت ما بين الخامسة والأربعين والرابعة والستين، ونسبة 14.8% كانت ضمن فئة الخامسة والستين عاماً فما فوق. وتوزع التركيب الجنسي للسكان بنسبة 45.9% ذكور و54.1% إناث.

## أعلام
- ريتشارد كيرن
- جاك بوون
- برايان بارنز
- كلارك هوغن
- فرد هيو